# عکس زیردامنی

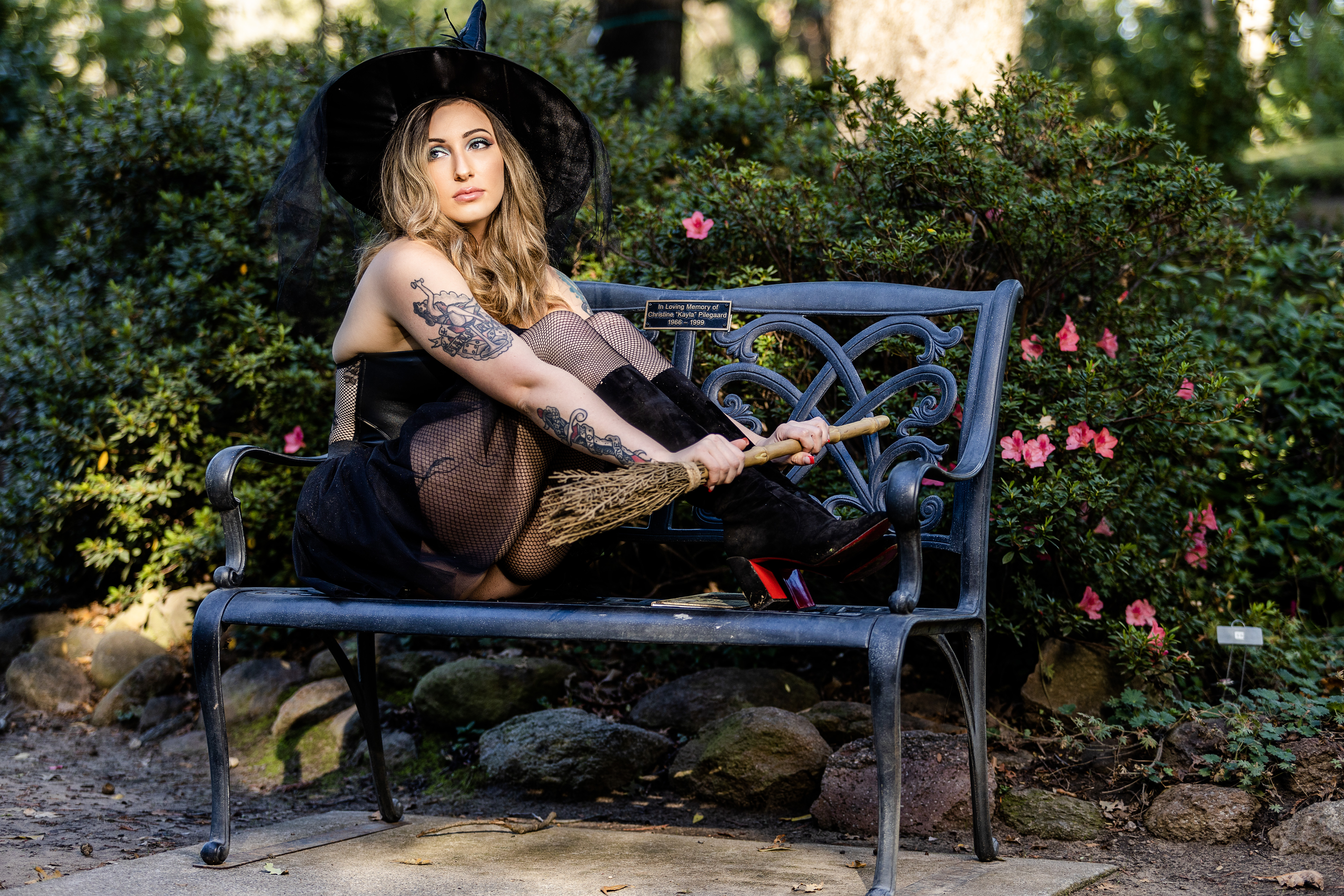
زنی در لباس جادوگر

عکس زیردامنی (به انگلیسی: Upskirting) یا عکاسی از زیر دامن (به انگلیسی: upskirt photography)، عملِ گرفتن عکس‌های غیرمجاز از زیر دامن یا دامن اسکاتلندی فرد است، که تصاویری از ناحیه کشاله ران، لباس زیر و گاهی اندام تناسلی فرد را ثبت می‌کند. «عکس زیردامنی» یک عکس، ویدئو یا تصویری است که چنین تصویری را در بر می‌گیرد، اگرچه این اصطلاح ممکن است به ناحیه بدن داخل دامن نیز اطلاق شود، عکاسی معمولاً از زیر و در حین پوشیدن یا در حالی که پوشیده شده است، انجام می‌گیرد.
این عمل به عنوان نوعی از فتیشیسم جنسی یا تماشاگری جنسی در نظر گرفته می‌شود و از لحاظ ماهیتی به عکاسی از چاک سینه شباهت دارد. مسئله اخلاقی و قانونی مرتبط با عکاسی از زیر دامن، از حاشیه یکی از انتظارات منطقی از حریم خصوصی است، حتی در فضاهای عمومی. در تعدادی از کشورها، عکس‌برداری غیرمجاز از زیر دامن بدون رضایت فرد، یک جرم کیفری به‌شمار می‌آید.

## نگرش‌های اجتماعی
محبوبیت ناگهانی دامن‌های کوتاه در دهه ۱۹۶۰ مفهومی را به خیابان‌ها آورد و بسیاری آن را به‌مانند بدن‌نمایی گسترده تلقی کردند. یکی از نظریه‌پردازان در دهه ۱۹۶۰ گفته بود: «در کشورهای اروپایی… آن‌ها دامن‌های کوتاه را در خیابان‌ها منع می‌کنند و می‌گویند دعوت به تجاوز هستند…» در مقابل، بسیاری از زنان سبک جدید را به‌مانند شورشی علیه سبک‌های پوششی قبلی و رهایی بدنهای خود از محدودیت‌ها تلقی کردند. برای اولین بار، بسیاری از زنان احساس راحتی می‌کردند که ران‌های خود را چه در ساحل با مایو و چه با لباس‌های خیابانی در معرض دید قرار می‌دادند، و حتی زمانی که در برخی شرایط لباس زیرشان نمایان می‌شد، آرامش داشتند.
برخی از تصاویر عکاسی از زیر دامن و عکاسی از چاک سینه به عنوان تصاویر سرگرم‌کننده معصومانه منشأ می‌گیرند که با آگاهی و عدم اعتراض زنان آسیب دیده ساخته شده‌اند. با این حال، برخی از این تصاویر ممکن است به‌طور گسترده‌تر توزیع شوند یا بدون آگاهی و رضایت سوژه، به‌عنوان مثال به‌عنوان پورن انتقامی پس از یک شکست عاطفی، در اینترنت منتشر شوند. 
برخی از تصاویر و ویدیوهای عکاسی از زیر دامن و عکاسی از چاک سینه به‌صورت خاص برای بارگذاری در اینترنت تهیه می‌شوند، جایی که بینندگان زیادی به دنبال چنین تصاویری هستند که به‌طور پنهانی (و فرضاً بدون رضایت سوژه) گرفته شده‌اند. چنین تصاویری در وب‌سایت‌های فتیش و پورنوگرافی و همچنین در وب‌سایت‌های به اشتراک‌گذاری ویدیو مانند یوتیوب رایج هستند.
نگرش‌ها با دسترسی و استفاده بسیار گسترده از فناوری عکاسی و ویدیوی دیجیتال، به‌تازگی با گوشی دوربین‌دار، سخت‌تر شد. چنین فناوری همچنین برای ثبت تصاویر عکاسی از زیر دامن و عکاسی از چاک سینه جهت بارگذاری در اینترنت استفاده می‌شد. وب‌سایت‌های تخصصی به وجود آمدند که افراد می‌توانستند چنین تصاویری را به اشتراک بگذارند و اصطلاحاتی مانند “upskirt” (عکس از زیر دامن) و “downblouse” (یعنی، تصویری از بالای یقه که پستان یا چاک سینه را ثبت کرده است) و “nipple dress” (یعنی، زمانی که یک نوک‌پستان برجسته از روی لباس زن قابل مشاهده است) استفاده شد. نگرانی خاصی نسبت به تصاویر کودکان و افرادی که قابل شناسایی بودند، وجود داشت. سلبریتی‌ها و چهره‌های مشهور قربانیان محبوب این تلاش‌ها بودند. مسائل حریم خصوصی و شهرت شروع به برخاستن کرد.
خلق و تماشای این نوع تصاویر به‌تدریج بیشتر به‌عنوان اشکالی از تماشاگری جنسی و پورنوگرافی توصیف شدند. این موضوع به این دلیل نبود که اکثر چنین تصاویری ذاتاً جنسی بودند، با این که بیشتر آن‌ها توسط خودشان کاملاً بی‌گناه بودند، بلکه به خاطر ارتباط آن‌ها با ماهیت وب‌سایتی که در آن منتشر شده بودند و به خاطر اندازه مجموعه‌های آن‌ها بود.

## شورت ایمنی

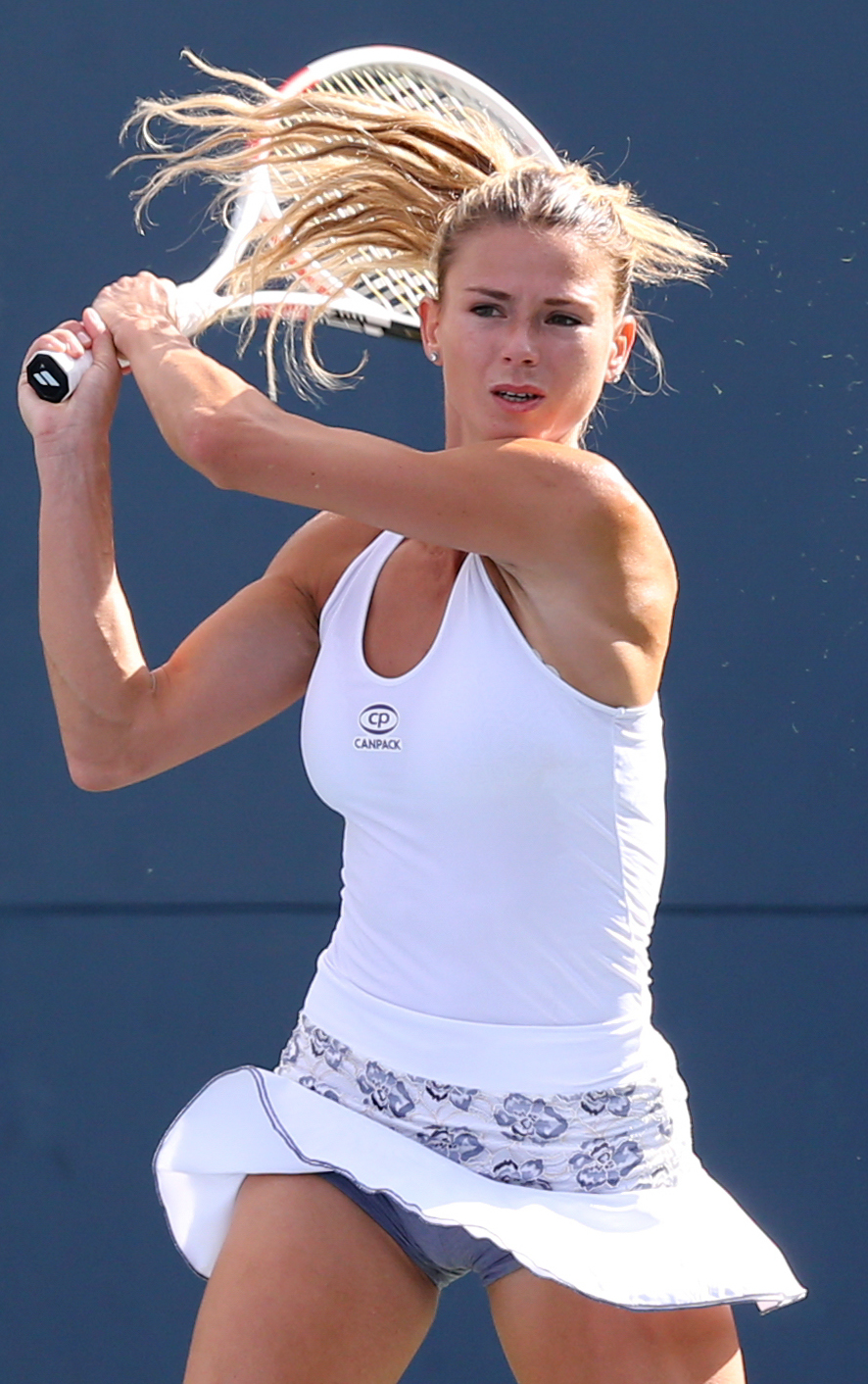
کامیلا جورجی از ایتالیا در اکشن ست سوم در فینال مسابقات اوپن برونکس ۲۰۱۹ مقابل ماگا لینت از لهستان در مرکز تنیس‌اندلرنینگ کری‌لیدز در پارک کروتونا در محله باغ‌های شارلوت در شهر نیویورک.

یکی از معدود کارهایی که افرادی که دامن می‌پوشند برای جلوگیری از عکاسی از زیر دامن به کار می‌گیرند، به خصوص افرادی که عموماً در معرض دید عموم قرار دارند، مانند ورزشکاران زن و چهره‌های مشهور و همچنین دانش‌آموزان دختر، پوشیدن «شورت ایمنی» یا به سادگی پوشیدن شورت یا شلوارک زیر دامن‌هایشان برای محافظت از خود در برابر اقدام به عکاسی از زیر دامن است.

## وضعیت حقوقی

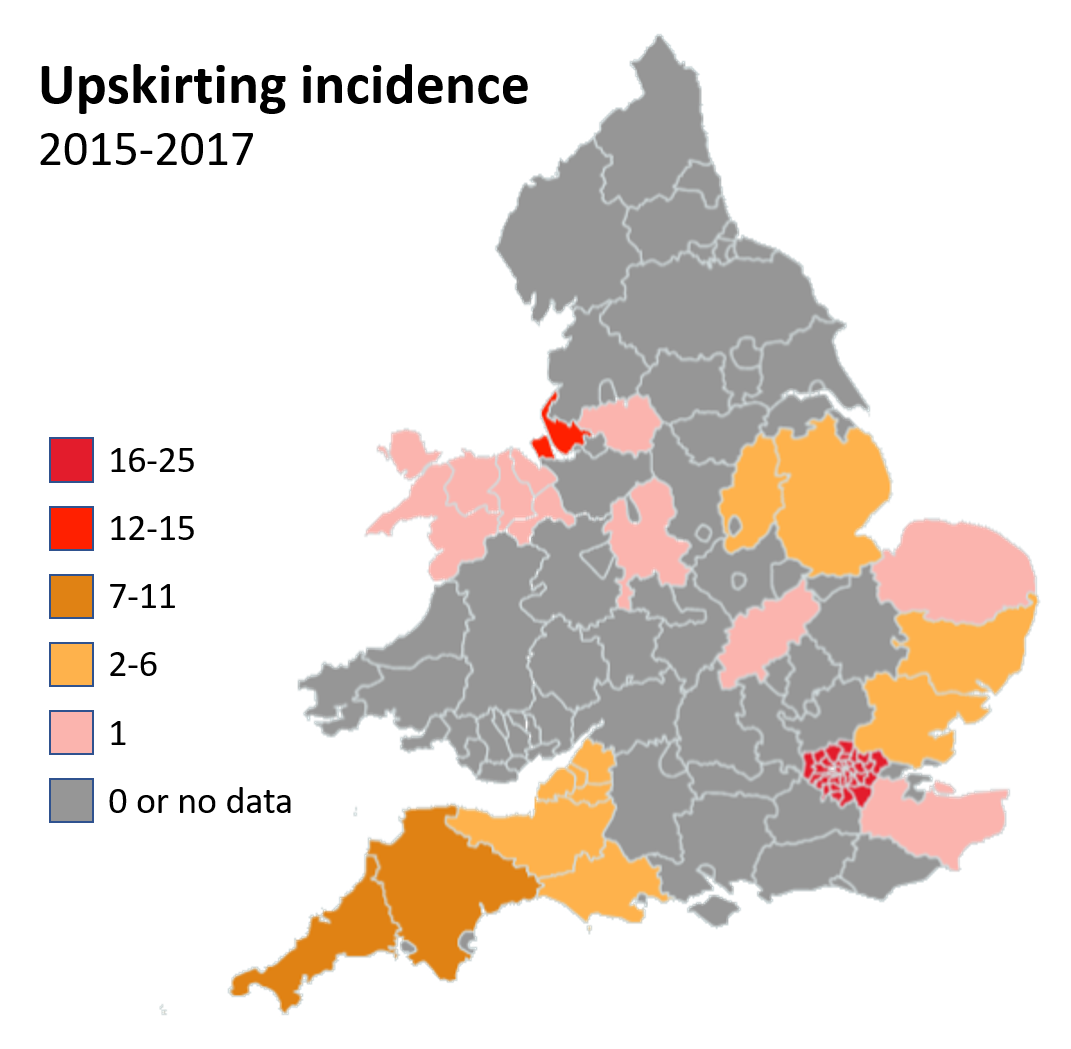
علیرغم تماشاگری جنسی گسترده در بریتانیا، گزارش‌های کمی از آن ارائه می‌شود و اتهامات کمتری در این مورد مطرح می‌شود.

بسیاری از کشورها قوانینی ندارند که از حق افراد برای حفظ حریم خصوصی، به ویژه در مکان‌های عمومی حمایت کند، اما وضعیت قانونی آن‌ها به‌طور قابل توجهی متفاوت است.

### ایران
در ایران و در ماه‌های پایانی ریاست جمهوری محمد خاتمی طرحی موسوم به «حمایت از حریم خصوصی» به مجلس ارایه شد. این طرح شامل ۷ فصل و ۸۳ ماده در نهایت پس از اعمال تغییرات زیادی در دولت محمود احمدی‌نژاد، در سال ۱۳۸۵ در مجلس به تصویب رسید.
ماده‌های ۵۱ تا ۵۷ این طرح به موضوع عکاسی از افراد و حفظ حریم خصوصی آنها اختصاص یافته است:
ماده ۵۱ - فیلمبرداری یا تصویربرداری از افراد و انتشار یا پخش تصویر یا صدای آنها به استثنای مقامات دولتی و عمومی و نیز ساخت و انتشار یا پخش آثار غیرمجاز اشتقاقی (ناشی از میکس و مونتاژ و نظایر آن) در رسانه‌های همگانی، بدون رضایت صاحبان تصاویر یا صوت یا اثر ممنوع است.
- تبصره ۱- «مقامات دولتی یا عمومی» موضوع این ماده اشخاصی هستند که از وظایف و اختیارات اساسی برخوردار بوده، نقش بسیار مهمی در اداره مسائل عمومی یا در اداره حوادث مملکتی دارند و اعمال آنها مستقیماً با منافع عمومی در ارتباط است یا در دید عموم واجد چنین نقش حساسی به‌شمار می‌آیند. رهبر، رؤسای قوای سه‌گانه و وزراء از جمله این اشخاصند.
- تبصره ۲ - استودیودهای عکاسی و فیلمبرداری مکلفند عکسها و فیلمهای شخصی یا خانوادگی متقاضیان را تنها به تعداد خواسته شده و با رعایت شرایط تهیه شده توسط متقاضی تکثیر کرده و پس از تکثیر نگاتیو عکسها و فیلم اصلی را به صاحب آن عودت دهند.

ماده ۵۲ - فیلمبرداری یا تصویر برداری رسانه‌های همگانی از مشترکات عمومی اماکن تحت تصرف اشخاص حقوقی حقوق عمومی آزاد است. فیلمبرداری یا عکسبرداری از درون اماکن یا نهادهای مذکور باید با اطلاع قبلی مقامات ذی صلاح انجام گیرد.
- تبصره :فیلمبرداری یا تصویر برداری رسانه‌های همگانی از اماکن عمومی اداری حساسیت‌های خاص نظیر مراکز نظامی و امنیتی تابع قوانین و مقررات خاص آنهاست.

ماده ۵۳ - به هنگام فیلمبرداری یا تصویر برداری در ادارات، موسسات و سازمان‌هائی که قبلاً از مسئولان ذی صلاح آنها اجازه لازم اخذ شده است اخذ رضایت کارمندان آنجا افرادی که درآنجا تردد می‌کنند و به نحو اتفاقی و جزئی در معرض فیلمبرداری قرار می‌گیرند ضروری نیست، مگر آنکه مکان مذکور در زمره مکان‌های عرفاً حساس مثل بیمارستان‌ها، زندانی‌ها، کلانتری‌ها و تیمارستان باشد که در این صورت کسب رضایت افراد مذکور یا اولیاء و سرپرستان قانونی آنها لازم است.
- تبصره: فیلمبرداری یا تصویر برداری موضوع صدر این ماده باید قبلاً به اطلاع کارکنان و مستخدمان اداره، مؤسسه یا سازمانی که در آنجا فیلمبرداری یا تصویر برداری به عمل می‌آید رسیده باشد.

ماده ۵۴ - فیلمبرداری یا تصویربرداری رسانه‌های همگانی از افراد کمتر از ۱۸ سال و مجانین و انتشار یا پخش آن بدون اجازه ولی یا قیم آنان ممنوع است.
ماده ۵۵ - چنانچه از حوادثی که در اماکن عمومی رخ می‌دهد فیلمبرداری یا تصویربرداری به عمل آید رسانه مربوط در صورتی می‌تواند بدون رضایت افرادی که از آنها فیلمبرداری یا تصویربرداری به عمل آمده تصاویر یا اعمال و گفتار آنها را پخش یا منتشر کند که به‌طور متعارف اطمینان حاصل کند آن موارد کاملاً خارج از حریم خصوصی قرار دارند.
ماده ۵۶ - فیلمبرداری یا تصویربرداری رسانه‌ها از افرادی که در یک جمع یا اجتماع خصوصی حضور دارند بدون رضایت آن افراد ممنوع است. رسانه‌های همگانی می‌توانند از افرادی که در یک جمع یا اجتماع عمومی شرکت دارند بدون رضایت قبلی آنها فیلمبرداری یا تصویربرداری کنند مگر در صورت هر یک از شرایط زیر:
1. فرد خاصی صریحاً مخالفت خود را با این اعلام کرده باشد یا حضور آن فرد در جمع یا اجتماع به گونه‌ای باشد که انتظار متعارف داشته باشد تصویر وی در آن جمع یا اجتماعی بدون رضایتش منتشر یا پخش نشود.
2. هویت صاحب تصویر با ذکر نام یا مشخصات او معرفی شده باشد یا حضور وی در آن تصویر به نحوی برجسته شده باشد که وی را عمداً به دیگران معرفی کند.
3. رسانه به قصد بهره‌برداری از نام یا شهرت صاحب تصویر آن را منتشر یا پخش کند.

- تبصره ـ مقامات دولتی و عمومی مذکور در تبصره (۱۹ ماده (۵۱) از شمول این ماده مستثنا می‌باشند.

ماده ۵۷ - به هنگامی که برای تهیه یک برنامه سرگرمی از دوربین‌های مخفی استفاده می‌شود پس از ضبط صحنه‌های مورد نظر باید پیش از پخش، رضایت افرادی که موضوع فیلمبرداری قرار گرفته‌اند جهت پخش اخذ شود. در صورت عدم رضایت، پخش مطالب مذکور ممنوع است.

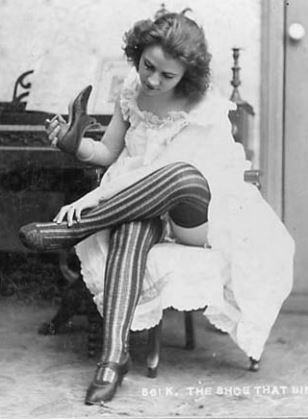
خدمتکار شیطون (سی جانسون)

### ژاپن
در ژاپن، مقررات سطح استانی جلوگیری از این نوع مشکلات (迷惑防止条例) عکاسی مخفیانه را همراه با تعقیب، چیکان و سایر تخلفات ممنوع می‌کند. اگرچه هر استان در کشور نسخه‌های متفاوتی از این مقررات را اجرا کرده است، جزئیات آنها به شدت متفاوت است.
در ژوئن ۲۰۲۳، به عنوان بخشی از اصلاحات جرایم جنسی، پارلمان ژاپن قانونی جدید را تصویب کرد که جایگزین اجراهای وابسته به استان از مقررات جلوگیری از این مشکلات می‌شود. طبق این قانون جدید، عمل عکاسی یا فیلم‌برداری مخفیانه از ظاهر جنسی یک فرد، و همچنین ارائه چنین عکس‌ها یا ویدئوهایی به شخص سوم، ممکن است بازداشت تا سه سال یا جریمه تا ۳ میلیون ین ژاپنی مواجه شود.

### استرالیا
تمام مناطق حقوقی در استرالیا قوانینی را تصویب کرده‌اند که عکاسی زیردامنی در مکان‌های عمومی بدون رضایت فرد را غیرقانونی اعلام می‌کنند.

### فنلاند
در سال ۲۰۱۰، دوربین مردی مسن به اتهام انجام اعمال نامناسب عمومی توقیف شد (که تصور می‌شد نزدیک‌ترین تطابق در قانون کیفری است)، وی ده‌ها عکس زیردامنی در یک مرکز خرید در تورکو گرفته بود. او به ۱۲ روز جریمه روزانه محکوم شد.

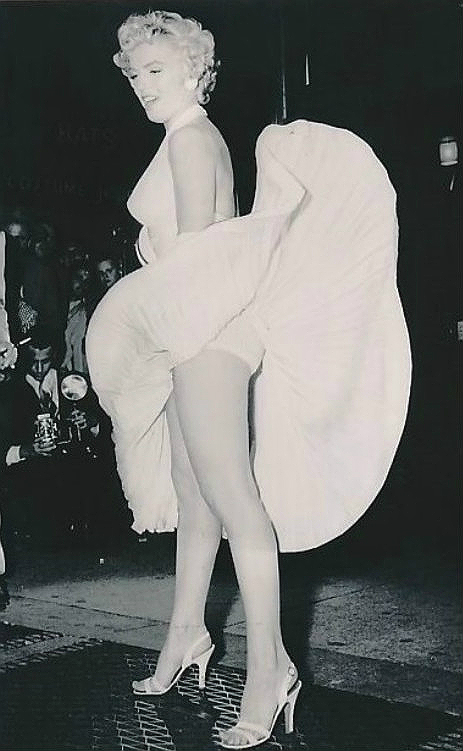
مریلین مونرو سر صحنه فیلم خارش هفت ساله، ۱۹۵۴

### هند
در هند، طبق بخش ۶۶E، قانون فناوری اطلاعات، «هرکس عمداً یا آگاهانه تصویر یک منطقه خصوصی از هر شخص را بدون رضایت او، تحت شرایطی که حریم خصوصی آن شخص را نقض کند، ضبط، منتشر یا ارسال کند، مجازات خواهد شد که ممکن است تا سه سال زندان یا جریمه حداکثر دو لاک (۲۰۰٬۰۰۰) روپیه یا هر دو را برگزیند». عبارت «منطقه خصوصی» به معنای اندام تناسلی برهنه یا پوشیده از لباس زیر، ناحیه تناسلی، باسن یا سینه زنانه است؛ «تحت شرایطی که حریم خصوصی را نقض می‌کند» به شرایطی گفته می‌شود که در آن شخص می‌تواند انتظار معقولی داشته باشد که بخشی از منطقه خصوصی او برای عموم قابل مشاهده نباشد، صرف نظر از اینکه آن شخص در یک مکان عمومی یا خصوصی است.